# Serixia ornata
Serixia ornata là một loài bọ cánh cứng trong họ Cerambycidae.